# 多斯帕洛斯懷 (加利福尼亞州)
多斯帕洛斯懷（英語：Dos Palos Y）是位於美國加利福尼亞州默塞德縣的一個人口普查指定地區。

## 地理
多斯帕洛斯懷的座標為37°02′56″N 120°38′08″W / 37.04889°N 120.63556°W，而該地最高點為海拔高度34米（即112英尺）。

## 人口
根據2010年美國人口普查的數據，多斯帕洛斯懷的面積為4.072平方千米，均為陸地。當地共有人口323人，而人口密度為每平方千米79人。